# عوز المناعة المشترك الشديد المرتبط بالصبغي إكس
عوز المناعة المشترك الشديد المرتبط بالصبغي إكس هو أحد اضطرابات عوز المناعة، ينتج الجسم عند الإصابة به عددًا قليلًا جدًا من الخلايا التائية والخلايا الفاتكة الطبيعية.
تصبح الخلايا البائية معطوبة في غياب الخلايا التائية المساعدة. وينتج المرض عن سمة وراثية متنحية مرتبطة بالصبغي إكس تنشأ من نسخة متحورة (غير طبيعية) من جين IL2RG الموجود على الصبغي إكس. يرمّز هذا الجين بروتين سلسلة غاما المشتركة لمستقبل الإنترلوكين، وهو وحدة فرعية لمستقبل سيتوكين يشكل جزءًا من مستقبلات الإنترلوكينات 2،4،7،9،15،21.

## العلامات والأعراض
يصاب الأشخاص الذين يعانون من عوز المناعة المشترك الشديد المرتبط بالصبغي إكس عادةً بالعدوى في وقت مبكر جدًا من حياتهم، قبل بلوغهم ثلاثة أشهر. يحدث ذلك بسبب انخفاض مستويات الغلوبولين المناعي ج لدى الرضيع خلال مرحلة الأشهر الثلاثة الأولى. يتبع ذلك عدوى فيروسية تسبب مثلًا ذات الرئة الفيروسية، وهي التهاب في الرئة يسبب أعراضًا شائعة مثل السعال والحمى والقشعريرة وضيق التنفس. داء المبيضات هو أحد العلامات التي تنذر بوجود عوز المناعة المشترك الشديد المرتبط بالصبغي إكس، وهو عدوى فطرية تسببها المبيضات البيضاء. يصيب داء المبيضات مناطق رطبة من الجسم مثل الجلد والفم والسبيل التنفسي والمهبل. تتضمن أعراض داء المبيضات الفموي الصعوبة في البلع والألم عند البلع والآفات الفموية. الطفح الجلدي المتكرر الشبيه بالأكزيما هو أيضًا أحد الأعراض الشائعة. يعاني الأفراد المصابون بعوز المناعة المشترك الشديد المرتبط بالصبغي إكس أيضًا من الإسهال والإنتان والتهاب الأذن الوسطى. وتشمل بعض الأعراض الشائعة الأخرى فشل النمو ومشاكل الأمعاء ومشاكل الجلد ونقص التوتر العضلي.
يمكن ألا تظهر الأعراض لدى بعض المرضى خلال الأشهر الستة الأولى بعد الولادة. السبب المحتمل هو المناعة المنفعلة التي تأتي من الأم وتحمي الطفل من العدوى ريثما يتمكن المولود الجديد من صنع الأجسام المضادة الخاصة به. نتيجة لذلك، يمر المرض بفترة صامتة لا يُظهر فيها الطفل أي أعراض تشير إلى الإصابة بالمرض يليها تطور العدوى المتكررة.

## الوراثة
يحدث عوز المناعة المشترك الشديد المرتبط بالصبغي إكس بسبب طفرة تحصل في الموقع xq13.1 للصبغي إكس. يؤثر هذا المرض بشكل رئيسي على الأولاد الذكور لأم حاملة (متغايرة الزيجوت) لهذا الاضطراب. ونظرًا إلى أن الإناث يمتلكن صبغيي إكس، لا تتأثر الأم بحمل صبغي إكس واحد فقط غير طبيعي، ويكون احتمال إصابة طفلها الذكر بهذا الاضطراب من خلال وراثة الجين المعيب هي 50%. بالمثل، يُحتمل أن تكون الطفلة الأنثى حاملة للجين المعيب بنسبة 50%. يمكن أن ينشأ عوز المناعة المشترك الشديد المرتبط بالصبغي إكس أيضًا من خلال طفرات مستجدة ويمكن الوقاية منه عند الإناث عن طريق تعطيل الصبغي إكس المصاب. عند تعطيل الصبغي إكس، يؤدي اختيار الصبغي إكس غير المتحور في أثناء التطور إلى منع الخلايا الناضجة عند الأنثى من التعبير عن طفرة عوز المناعة المشترك الشديد المرتبط بالصبغي إكس بشكل فعال، فلا تتأثر هذه الخلايا مناعيًا ولا تُبدي عبء الحامل. الطفرة المستجدة هي تغيير يحصل في الجين نتيجة لطفرة في خلية جنسية (بويضة أو نطفة) أو في البويضة المخصبة نفسها، أي أنها لا تأتي بالوراثة. نظرًا إلى أن الثلث فقط من مرضى عوز المناعة المشترك الشديد المرتبط بالصبغي إكس لديهم تاريخ عائلي إيجابي لهذا العوز، فمن المفترض أن الطفرات المستجدة تمثل نسبة كبيرة من الحالات. يحدث تعطيل الصبغي إكس بطريقة عشوائية تمامًا، ويُجرى لدى الإناث في وقت مبكر جدًا من التطور الجنيني. بمجرد تعطيل الصبغي إكس فإنه يظل معطلًا طوال حياة تلك الخلية وأي من خلاياها البنات. من المهم ملاحظة أن تعطيل الصبغي إكس يكون معكوسًا في الخلايا الجنسية الأنثوية، إذ تتلقى جميع الخلايا البيضية الجديدة صبغي إكس نشط. تنقل الأنثى الجين إلى أبنائها الذكور بنسبة 50% بصرف النظر عن الصبغي إكس المعطل في خلاياها الجسدية.

## الفيزيولوجيا المرضية
تُنتَج الإنترلوكينات من قبل الخلايا اللمفاوية، وأنواع أخرى من الخلايا، وتُحرَر استجابة لمنبهات مستضدية وغير مستضدية. يرمّز الجين IL2RG بروتين سلسلة غاما المشتركة، وهو وحدة فرعية للمستقبلات الفردية للإنترلوكين 2 والإنترلوكين 4 والإنترلوكين 7 والإنترلوكين 9 والإنترلوكين 15 والإنترلوكين 21. تعزز الإشارات التي تصل إلى هذه المستقبلات عادة نمو وتمايز الخلايا التائية والخلايا البائية والخلايا الفاتكة الطبيعية والخلايا الدبقية وخلايا سلالة وحيدات النوى، اعتمادًا على نوع الخلية والمستقبل المنشَط. أهم مستقبلات عوز المناعة المشترك الشديد المرتبط بالصبغي إكس هي تلك الخاصة بالإنترلوكين 2 والإنترلوكين 4 والإنترلوكين 7 والإنترلوكين 15. وعلى وجه التحديد، الإنترلوكين 2 والإنترلوكين 7 مسؤولان عن تكاثر الخلايا التائية وبقائها على قيد الحياة. وبالمثل، فإن عمل إنترلوكين 4 وإنترلوكين 15 سيؤدي إلى تكاثر وتمايز الخلايا البائية إلى خلايا بلازمية تفرز الأجسام المضادة. أخيرًا، يساعد إنترلوكين 15 على توليد خلايا فاتكة طبيعية متطورة وناضجة.
يتحور الجين الذي يرمز سلسلة غاما المشتركة في مستقبلات الإنترلوكين هذه في حالة عوز المناعة المشترك الشديد المرتبط بالصبغي إكس. تؤدي الطفرة إلى عدم تشكل سلسلة غاما المشتركة أو تعطيل عملها الطبيعي. يمكن أن تحدث الطفرة من خلال عمليات حذف كبيرة، أو حتى حذف نوكليوتيد واحد، في جين IL2RG وبذلك تتعطل سلسلة غاما المشتركة وتفشل في الارتباط بوحدات المستقبلات الفرعية الأخرى وإرسال إشارة تنشيط السيتوكين. عندما يرتبط الإنترلوكين ببروتين مستقبلات ثلاثية الوحدات تضم وحدات ألفا وبيتا وغاما الفرعية، تُنشط وحدة غاما الفرعية المشتركة جين جانوس كيناز 3، ما يؤدي إلى فسفرة محول الإشارة ومنشط النسخ 5. تتثنى هذه البروتينات وتنتقل إلى النواة لتتحكم في الإشارات الشلالية اللاحقة. نظرًا إلى أن سلسلة غاما المشتركة غائبة أو غير طبيعية في هذا المرض، يُثبّط شلال التفاعلات التالية. ويمنع هذا التغيير الخلايا اللمفاوية التائية من إرسال الإشارات إلى الخلايا الأخرى، مثل الخلايا اللمفاوية البائية والخلايا الفاتكة الطبيعية. ولأن هذه الخلايا لا تتلقى الإشارات اللازمة أبدًا، فإنها لا تستطيع النضوج والتمايز إلى خلايا مناعية ناضجة.